# Little Atlin Lake
Der Little Atlin Lake ist ein 40,32 km² großer See, der 4 km südlich von Jakes Corner im kanadischen Yukon-Territorium befindet. Der See befindet sich in den Stammesgebieten der Carcross/Tagish First Nation und 
Taku River Tlingit First Nation.

## Lage
Der Little Atlin Lake liegt nördlich des wesentlich größeren Atlin Lake im äußersten Süden von Yukon. Er hat eine Nord-Süd-Ausdehnung von 22 km. Die maximale Breite beträgt 3 km. Er liegt auf etwa 680 m. Die mittlere Wassertiefe liegt bei 10,6 m, die maximale Wassertiefe bei 42 m. Der Lubbock River entwässert den See an dessen Südufer nach Süden zum Atlin Lake. Der Yukon Highway 7 (Atlin Road) verläuft entlang dem Ostufer. Der Yukon Highway 8 (Tagish Road) verläuft unweit vom Nordufer des Sees. Der leicht zugängliche See wird von Angeltouristen besucht. Im See wird hauptsächlich Hecht gefangen.

## Seefauna
Zur Seefauna des Little Atlin Lake zählen der Amerikanische Seesaibling, der Hecht und die Heringsmaräne.